# Matrice de Sylvester
En algèbre linéaire, la matrice de Sylvester de deux polynômes apporte des informations d'ordre arithmétique sur ces polynômes. Elle tient son nom de James Joseph Sylvester. Elle sert à la définition du résultant de deux polynômes.

## Définition
Soient p et q deux polynômes non nuls, de degrés respectifs m et n
{\displaystyle p(z)=p_{0}+p_{1}z+p_{2}z^{2}+\cdots +p_{m}z^{m},\;q(z)=q_{0}+q_{1}z+q_{2}z^{2}+\cdots +q_{n}z^{n}.}
La matrice de Sylvester associée à p et q est la matrice carrée {\displaystyle (n+m)\times (n+m)} définie ainsi :
- la première ligne est formée des coefficients de p, suivis de zéros
{\displaystyle {\begin{pmatrix}p_{m}&p_{m-1}&\cdots &p_{1}&p_{0}&0&\cdots &0\end{pmatrix}}} ;
- la seconde ligne s'obtient à partir de la première par permutation circulaire vers la droite ;
- les n – 2 lignes suivantes s'obtiennent en répétant la même opération ;
- la ligne n + 1 est formée des coefficients de q, suivis de zéros
{\displaystyle {\begin{pmatrix}q_{n}&q_{n-1}&\cdots &q_{1}&q_{0}&0&\cdots &0\end{pmatrix}}} ;
- les m – 1 lignes suivantes sont formées par des permutations circulaires.

Ainsi dans le cas m = 4 et n = 3, la matrice obtenue est
{\displaystyle S_{p,q}={\begin{pmatrix}p_{4}&p_{3}&p_{2}&p_{1}&p_{0}&0&0\\0&p_{4}&p_{3}&p_{2}&p_{1}&p_{0}&0\\0&0&p_{4}&p_{3}&p_{2}&p_{1}&p_{0}\\q_{3}&q_{2}&q_{1}&q_{0}&0&0&0\\0&q_{3}&q_{2}&q_{1}&q_{0}&0&0\\0&0&q_{3}&q_{2}&q_{1}&q_{0}&0\\0&0&0&q_{3}&q_{2}&q_{1}&q_{0}\\\end{pmatrix}}.}

Le déterminant de la matrice de p et q est appelé déterminant de Sylvester ou résultant de p et q.
Remarque : si m = 0 (p constant), alors la matrice n'a aucune ligne formée des coefficients de q ; c'est la matrice scalaire p0 Idn. De même, si n = 0, c'est la matrice q0 Idm. Si m = n = 0 (p et q constants), la matrice de Sylvester est la matrice vide donc le résultant de p et q vaut 1.

## Applications
L'équation de Bézout d'inconnues les polynômes x (de degré < n) et y (de degré < m)
{\displaystyle xp+yq=0}
peut être réécrite matriciellement 
{\displaystyle (S_{p,q})^{t}{\begin{pmatrix}{\tilde {x}}\\{\tilde {y}}\end{pmatrix}}={\begin{pmatrix}0\\0\end{pmatrix}}}
dans laquelle t désigne la transposition, {\displaystyle {\tilde {x}}} est le vecteur de taille n des coefficients du polynôme x (dans l'ordre décroissant), et {\displaystyle {\tilde {y}}} le vecteur de taille m des coefficients du polynôme y.
Ainsi le noyau de la matrice de Sylvester donne toutes les solutions de cette équation de Bézout avec {\displaystyle \deg x<\deg q} et {\displaystyle \deg y<\deg p}.
Le rang de la matrice de Sylvester est donc relié au degré du PGCD de p et q.
{\displaystyle \deg(\mathrm {pgcd} (p,q))=m+n-\mathrm {rang} ~S_{p,q}.}
Notamment, le résultant de p et q est nul si et seulement si p et q ont un facteur commun de degré supérieur ou égal à 1.